# درن (لازارواتس)
درن (به صربی: Dren) یک منطقهٔ مسکونی در صربستان است که در لازارواتس واقع شده‌است. درن ۵٫۸۲ کیلومتر مربع مساحت و ۴۳۶ نفر جمعیت دارد و ۲۷۴ متر بالاتر از سطح دریا واقع شده‌است.